# Valdivia
Valdivia ist eine Stadt im Süden Chiles, ungefähr 15 Kilometer vom Pazifik entfernt. Sie hat 150.727 Einwohner (Stand: 2017). Die Stadt ist Hauptstadt der Región de Los Ríos und Sitz der Universidad Austral de Chile. Valdivia ist Sitz eines römisch-katholischen Bischofs, das Bistum gehört zur Kirchenprovinz Concepción.

## Geographie
Valdivia liegt in einem intramontanen Becken der chilenischen Küstenkordillere am schiffbaren Río Calle-Calle, der sich auf der Höhe der Stadt mit dem Río Cau-Cau zum Río Valdivia vereinigt.

### Klima
Das Klima ist ganzjährig feucht-gemäßigt. Die Region ist insbesondere im Südwinter regenreich; die Temperaturen schwanken zwischen 8 °C im Juli und 17 °C im Januar.
|                       | Jan  | Feb  | Mär  | Apr  | Mai  | Jun  | Jul  | Aug  | Sep  | Okt  | Nov  | Dez  |   |      |
| Mittl. Tagesmax. (°C) | 22,8 | 22,8 | 20,6 | 16,7 | 13,3 | 11,1 | 11,1 | 12,2 | 14,4 | 17,2 | 18,3 | 20,6 | ⌀ | 16,7 |
| Mittl. Tagesmin. (°C) | 11,1 | 10,6 | 9,4  | 7,8  | 6,1  | 5,6  | 5,0  | 4,4  | 5,0  | 6,7  | 7,8  | 10,0 | ⌀ | 7,4  |
|                       |      |      |      |      |      |      |      |      |      |      |      |      |   |      |
| Niederschlag (mm)     | 74   | 68   | 105  | 180  | 403  | 419  | 394  | 312  | 206  | 127  | 99   | 84   | Σ | 2471 |
|                       |      |      |      |      |      |      |      |      |      |      |      |      |   |      |
| Sonnenstunden (h/d)   | 8,3  | 8,1  | 6,6  | 4,1  | 2,2  | 1,6  | 2,1  | 2,9  | 3,7  | 4,1  | 6,3  | 6,7  | ⌀ | 4,7  |
|                       |      |      |      |      |      |      |      |      |      |      |      |      |   |      |
| Wassertemperatur (°C) | 14   | 15   | 15   | 14   | 12   | 12   | 11   | 11   | 11   | 12   | 12   | 13   | ⌀ | 12,7 |
|                       |      |      |      |      |      |      |      |      |      |      |      |      |   |      |
| Luftfeuchtigkeit (%)  | 71   | 75   | 78   | 86   | 89   | 92   | 90   | 89   | 84   | 80   | 77   | 74   | ⌀ | 82,1 |

| 11,1 |

| 10,6 |

| 9,4 |

| 7,8 |

| 6,1 |

| 5,6 |

| 5,0 |

| 4,4 |

| 5,0 |

| 6,7 |

| 7,8 |

| 10,0 |

| 11,1 |

| 10,6 |

| 9,4 |

| 7,8 |

| 6,1 |

| 5,6 |

| 5,0 |

| 4,4 |

| 5,0 |

| 6,7 |

| 7,8 |

| 10,0 |

## Geschichte

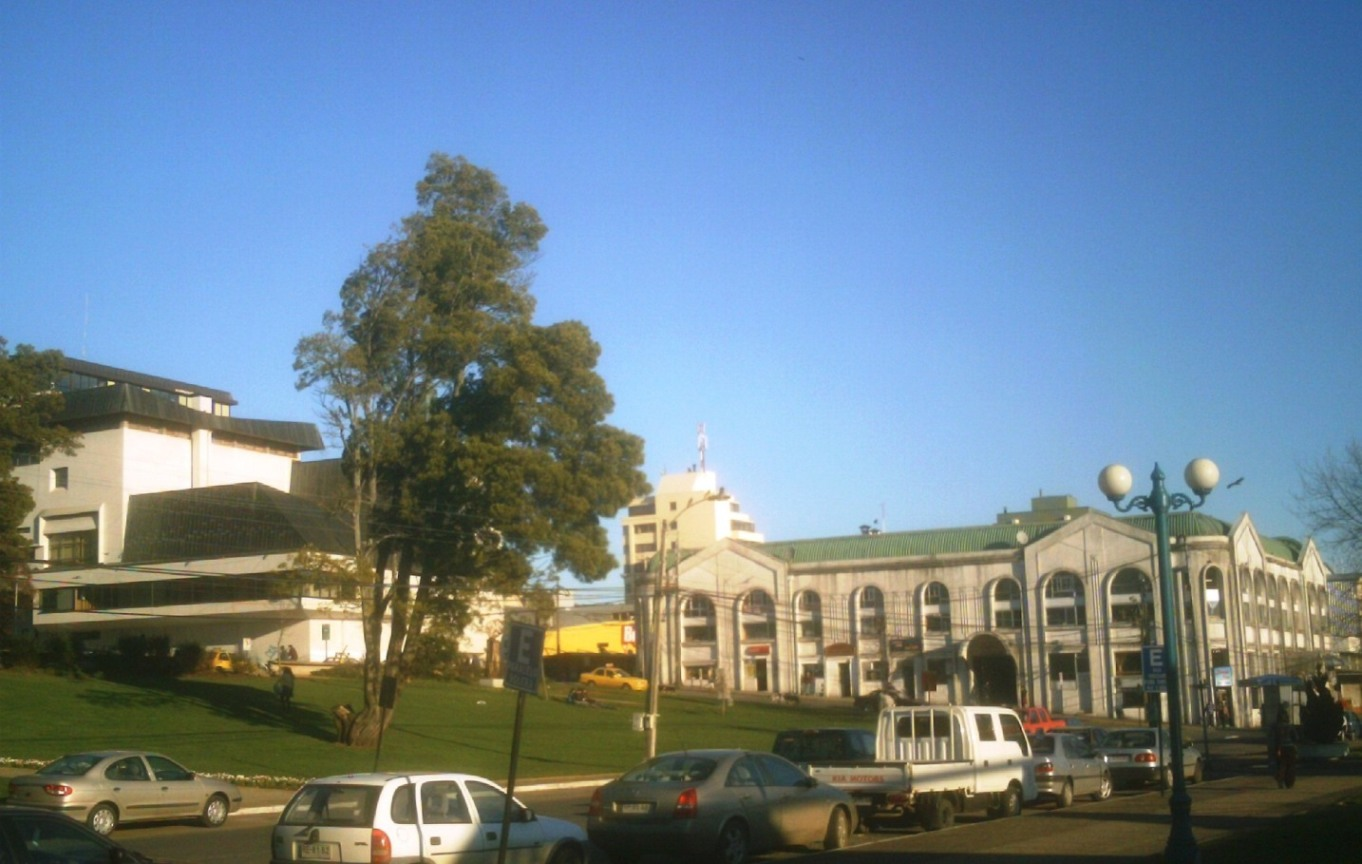
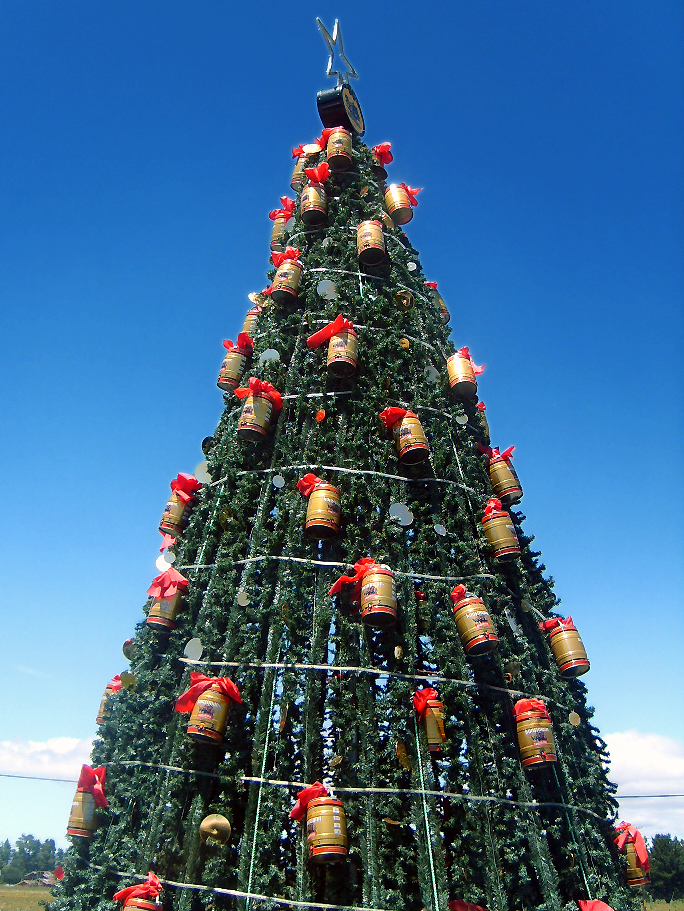
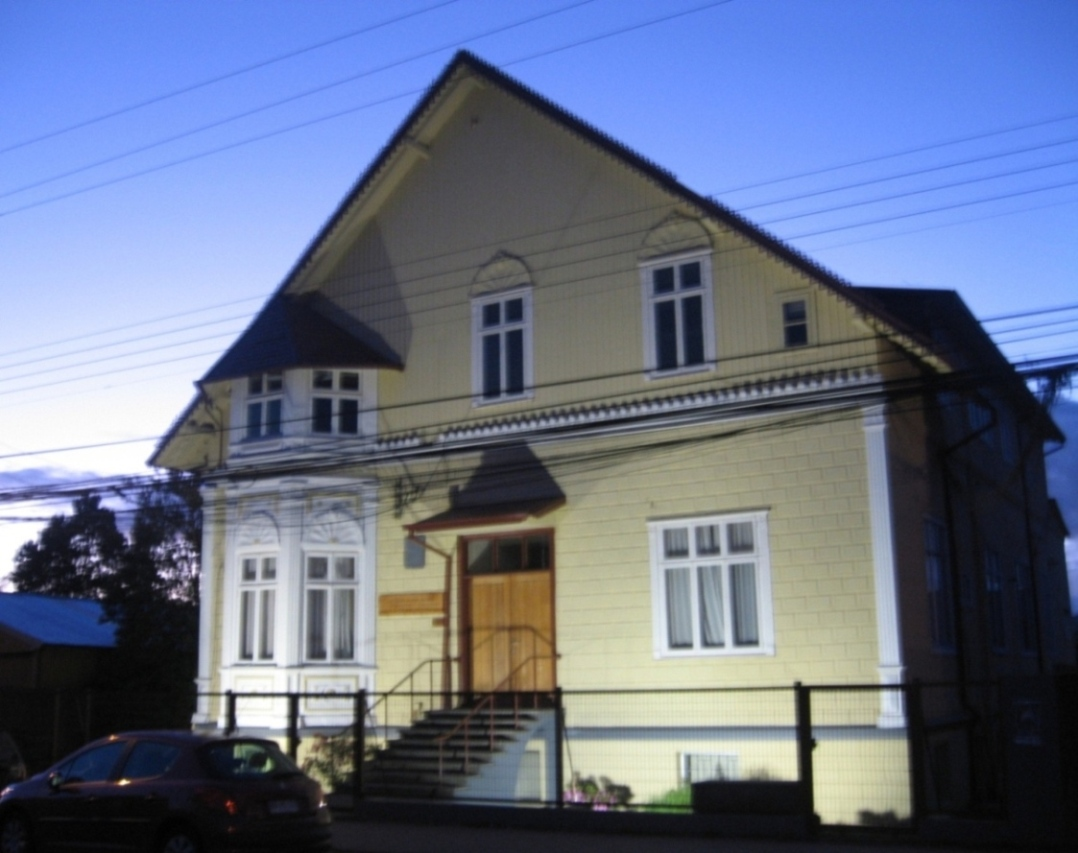
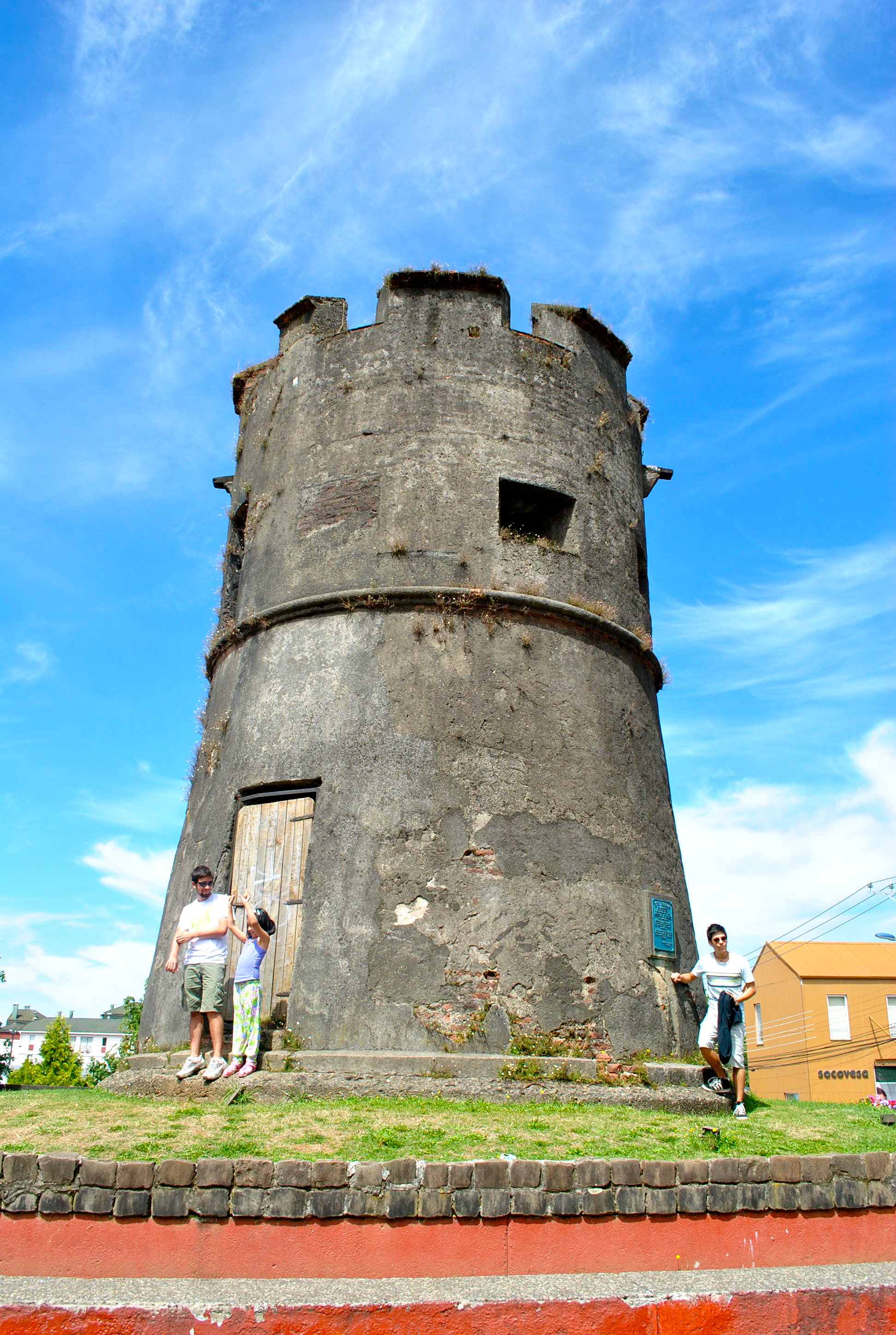
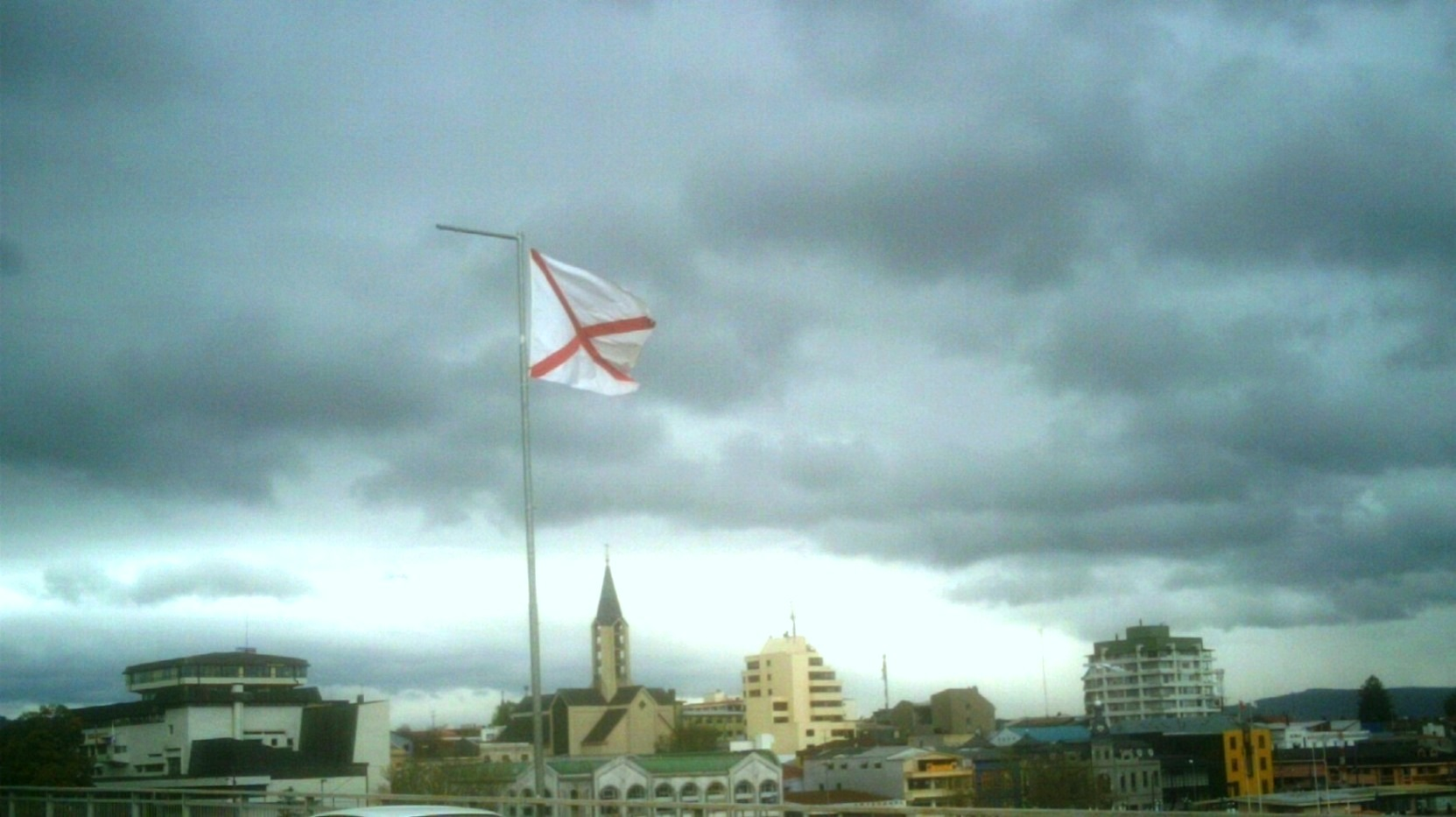
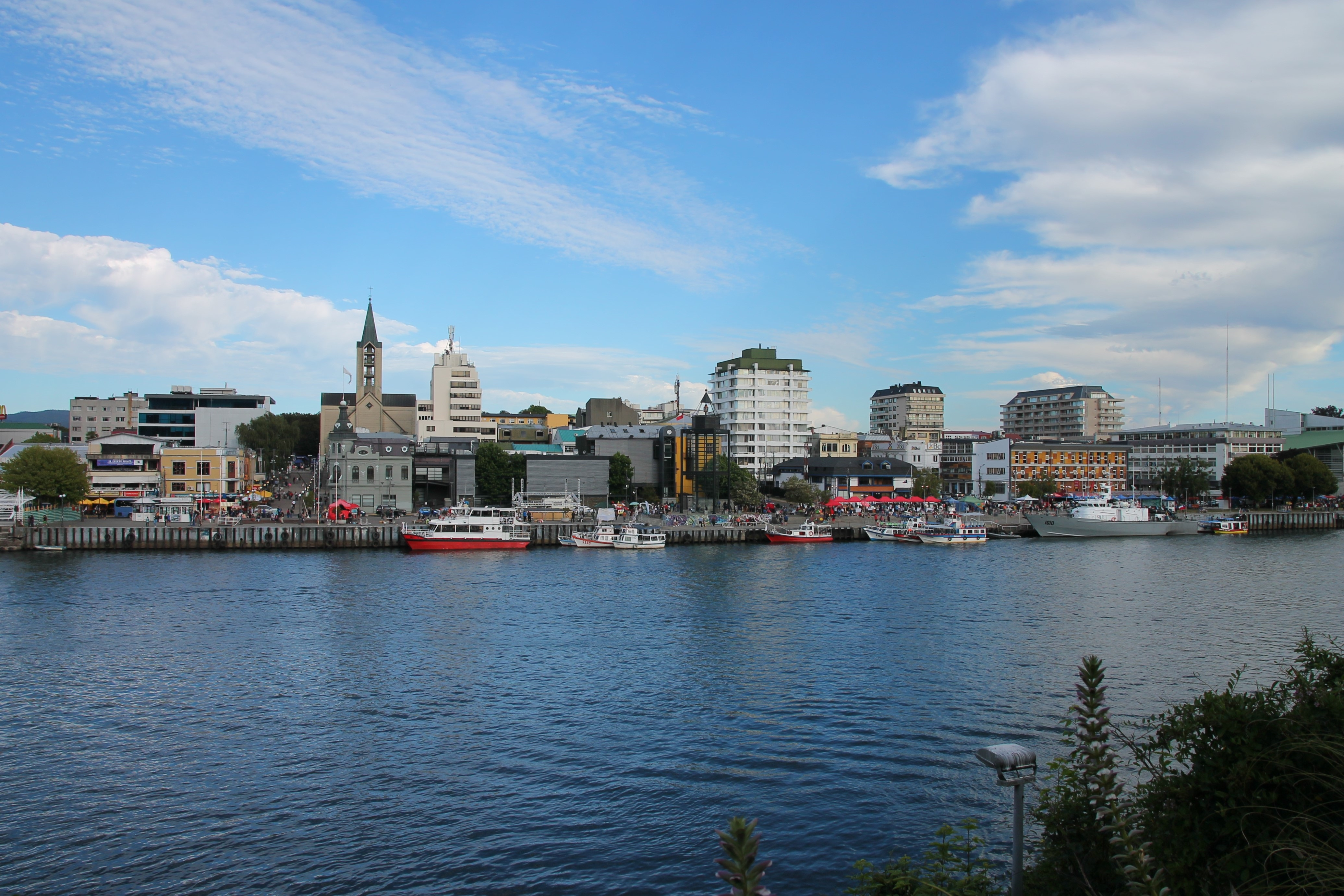

Im Jahre 1544 erforschte Juan Bautista Pastene im Auftrag von Pedro de Valdivia die Gegend des heutigen Valdivia, das zuerst Ainilebo hieß. Pedro de Valdivia benannte die Stadt im 9. Februar 1552 in Valdivia um. Nach seinem Tod 1553 im Kampf mit den Mapuche verlieh der spanische König Karl I. am 18. März 1554 den Stadtnamen Valdivia offiziell. Valdivia ist nach Santiago, Valparaíso, La Serena und Concepción die fünftälteste Stadt Chiles.
Valdivia war eine der wenigen ummauerten Städte der Spanier an der Pazifikküste und eine Festung im Kampf gegen die Mapuche.
Am 16. Dezember 1575 wurde Valdivia von einem schweren Erdbeben zerstört, dessen Stärke auf annähernd die des Bebens vom 22. Mai 1960 geschätzt wird, des stärksten je gemessenen Erdbebens der Welt. Es führte zu starken Erdrutschen und verschüttete den Abfluss des Riñihue-Sees. Dieser staute sich auf und überflutete, nachdem nach vier Monaten der neu gebildete Damm den Wassermassen nicht mehr standhalten konnte, die Stadt. Der Verwalter der Stadt und Chronist Chiles, Pedro Mariño de Lobera, veranlasste die Hilfe für die Opfer und den Wiederaufbau.
1599 fiel die Stadt in die Hände der Mapuche, und die Spanier gaben sie für einige Jahrzehnte auf. Nach einer vorübergehenden Okkupation der Stadt im Jahr 1643 durch die Holländisch Westindische Companie wurde Valdivia 1645 auf Befehl des Vizekönigs von Peru erneut besiedelt. Nach der Expedition des englischen Freibeuters John Narborough 1770 wurde Valdivia von den Spaniern auch zur Seeseite hin stark befestigt (Forts von Corral, Niebla, Mancera und andere). Valdivia blieb auch nach der Unabhängigkeit Chiles 1818 unter spanischer Kontrolle. Erst im Januar 1820 gelang es der chilenischen Flotte unter Lord Thomas Cochrane, Valdivia einzunehmen. Die Spanier zogen sich auf die Insel Chiloé zurück, diese wurde im Januar 1826 erobert.

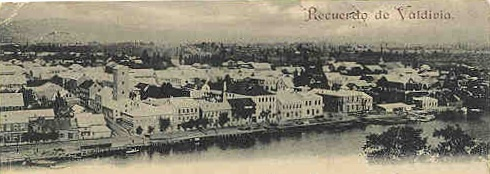
Valdivia vor 1899

Ab 1846 siedelten in der Region vor allem deutsche Einwanderer. Dies verhalf der Stadt seit etwa 1850 zu Bevölkerungswachstum und Wirtschaftsaufschwung. Es entstanden die erste Brauerei Chiles (Cervecería Anwandter), das erste Stahlwerk, Waggonbauindustrie, Holzverarbeitungs- und Lederwarenbetriebe, Werften sowie Valdivia’s Deutsche Zeitung. Die Isla Teja bildete das Zentrum der deutschen Einwanderer; sie erhielt 1939 eine Brücke als feste Verbindung zur Stadt.
1909 wurde Valdivia bei einem Großbrand stark zerstört. Weitere Rückschläge erlitt die Stadt durch schwarze Listen gegen die deutschchilenischen Industriellen während beider Weltkriege.
Am 22. Mai 1960 wurde die Stadt vom bisher stärksten je gemessenen Erdbeben der Welt und von einem Tsunami getroffen (Großes Chile-Erdbeben). Das Beben hatte eine Stärke von 9,5 auf der Momenten-Magnituden-Skala. 40 % der Gebäude der Stadt wurden zerstört. Der Grund Valdivias sank dabei um zwei Meter, was zur Aufgabe vieler Industrien am Flussufer und auf der Isla Teja führte. Wie schon 1575 verschüttete auch diesmal wieder ein durch das Beben ausgelöster Erdrutsch den Abfluss des Riñihue-Sees, welcher daraufhin Wochen später abermals die Stadt überflutete.
Seit dem 16. März 2007 ist der Ort die Hauptstadt der neugeschaffenen Región de Los Ríos, die aus der vormaligen Provinz Valdivia besteht. Sie ist nun in zwei neue Provinzen geteilt. Die neue Region hat eine Fläche von 18.429,5 km² und eine Einwohnerzahl von 356.396.

## Politik
Der UNO-Diplomat und chilenische Regierungschef José Maza war von 1925 bis 1953 für die Provinz im Senat des Landes vertreten.
Mit Carla Amtmann wurde bei chilenischen Kommunalwahlen am 15. und 16. Mai 2021 erstmals eine Frau in das Amt des Bürgermeisters von Valdivia gewählt.

## Sehenswürdigkeiten
Der tägliche Fischmarkt an der Costanera ist das beliebteste Fotomotiv der Stadt. Darüber hinaus sind das Museum der deutschen Einwanderung, die Reste der spanischen Befestigung, die Universität mit dem botanischen Garten und der Naturpark Saval sehenswert. In der Stadt gibt es auch ein Museum für zeitgenössische Kunst (Museo de Arte Contemporáneo).
Beliebte Touristen-Attraktionen sind Schiffsfahrten auf dem Valdivia-Fluss bis zur Mündung. Auf der nahen Isla de Mancera und in Niebla und Corral gibt es Festungen. Jedes Frühjahr veranstaltet die Brauerei Kunstmann seit 2002 das Bierfest Kunstmann Valdivia.
Seit 1994 wird hier jährlich, meist im Oktober, das internationale Filmfestival Festival Internacional de Cine de Valdivia (FICV) ausgerichtet.

## Wirtschaft
Valdivia war bis zum Großbrand von 1909 das zweitwichtigste Industriezentrum Chiles. Diese Rolle hat die Stadt längst abgegeben. Die Wirtschaftsstruktur ist relativ stark von der Industrie bestimmt (Holzindustrie, Schiffbau, Nahrungsmittel – darunter die Brauerei Kunstmann). Größter Arbeitgeber ist inzwischen aber die
Universität Universidad Austral de Chile. Sie hat einen guten Ruf auf dem Gebiet der Forstwirtschaft, der Agronomie und Veterinärmedizin. Auch die Geowissenschaften und Geographie sind international bekannt. Mehrere Jahre wirkte der Träger des Alternativen Nobelpreises Manfred Max-Neef von 1983 als ihr Rektor.

## Verkehr
Der Großteil von Valdivia liegt südlich der Flüsse Río Valdivia und Río Calle-Calle. Andere Stadtteile wie Isla Teja und Las Animas sind durch Brücken mit dem Zentrum verbunden. Die wichtigsten Zufahrtswege zur Stadt sind die Calle-Calle-Brücke aus dem Norden und eine südliche Route. Beide verbinden die Stadt mit der Panamericana. Bis zum Bau der Straßenbrücken waren die Wirtschaft und die Einwohner Valdivias auf den Bootsverkehr auf den umliegenden Flüssen angewiesen. Mit dem Bau von Brücken und Straßen verlor der Bootsverkehr jedoch an Bedeutung. Heute werden die Flüsse von Handelsschiffen genutzt, die bei Asenav, einer der bedeutendsten Werften Chiles, gebaut oder repariert werden, sowie von Ausflugs- und Touristenbooten.

## Söhne und Töchter der Stadt
(Auswahl)
- Carl Anwandter (1801–1889), deutsch-chilenischer Politiker und Unternehmer
- Otto Georgi (1890–1969), Maler
- Hugo Gunckel Lüer (1901–1997), Pharmazeut, Botaniker sowie Universitäts-Professor
- Dora Riedel (1906–1982), Architektin
- Marcos Aburto (1916–2008), Jurist und Politiker
- Adolfo Assor (* 1945), Schauspieler, Theaterleiter, Regisseur und Bühnenbildner
- Héctor Eduardo Vargas Bastidas (1951–2022), Ordenspriester und römisch-katholischer Bischof von Temuco
- Leonidas Burgos (* 1954), Fußballspieler
- Pedro González Vera (* 1967), Fußballspieler
- Arturo Norambuena (* 1971), Fußballspieler
- Luis Durán (* 1979), Fußballspieler
- Leandro Delgado (* 1982), Fußballspieler
- José Baroja (* 1983), Schriftsteller
- Erick Wiemberg (* 1994), Fußballspieler
- Vivianne Dietz (* 1996), Schauspielerin
- Felipe Méndez (* 1999), Fußballspieler

## Städtepartnerschaften
- Neuquén, Argentinien, seit dem 18. November 2003